# 카드왈라드 압 카드왈론

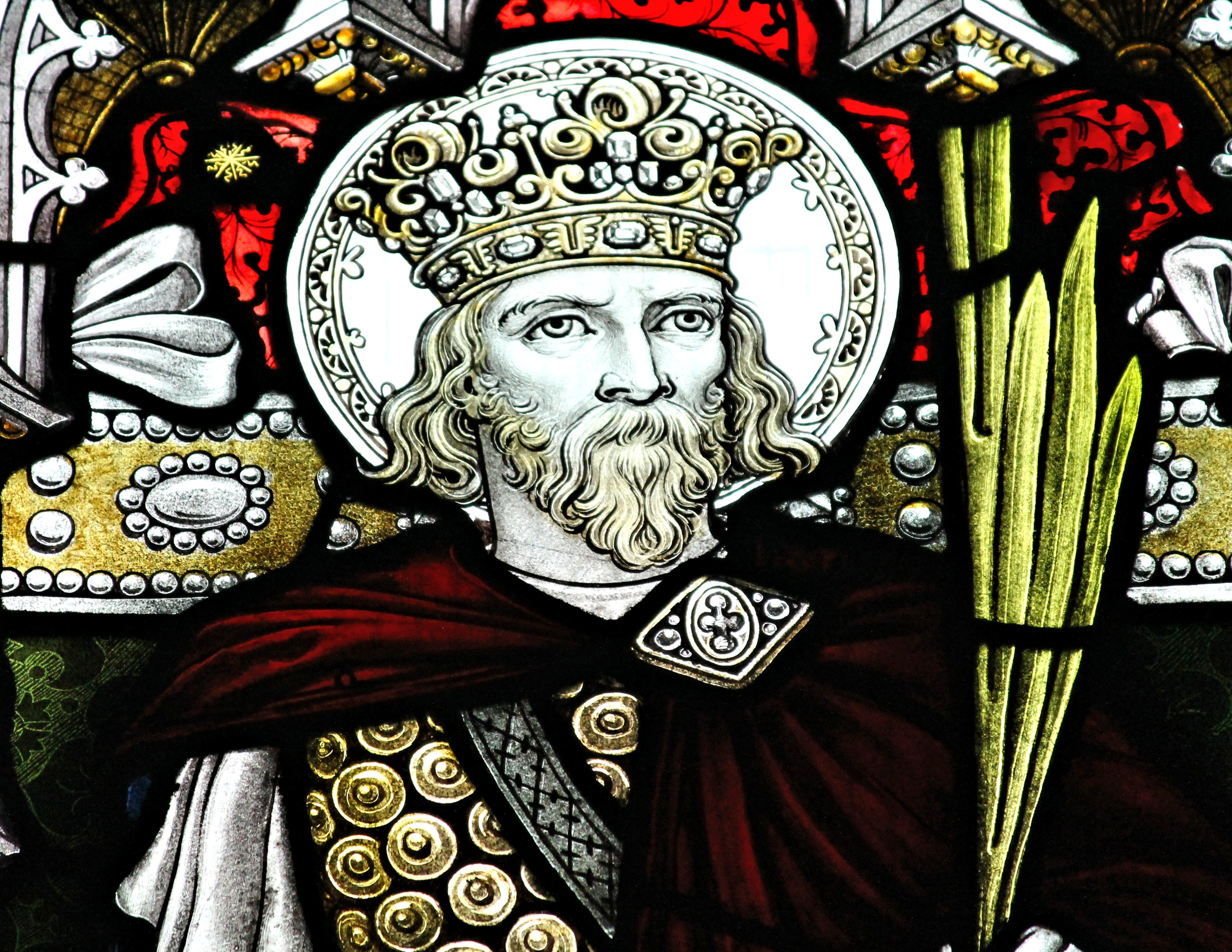

카드왈라드 압 카드왈론(웨일스어: Cadwaladr ap Cadwallon)은 귀네드 왕국의 왕(재위: 655년-682년)이다. 그의 치세 동안 두 차례(664년, 682년) 끔찍한 역병이 돌았으며, 왕 본인도 두 번째 역병으로 사망했다. 그 밖에 그의 치세에 알려진 것은 거의 없다.
웨일스의 상징으로 사용되는 웨일스의 적룡은 다른 이름으로 “카드왈라드의 적룡”이라고도 불리는데, 이 왕과 어떤 관련이 있는 것 같지만 확실한 것은 알 수 없다.
이 왕에 대해 역사적으로 남아 있는 사료는 거의 없지만, 웨일스 구전문화에서는 중요한 인물로 신비화되었다. 특히 몬머스의 제프리의 로망스에서 중요한 인물로 등장한다.